# Yosuke Saito
Yosuke Saito (斎藤 陽介 Saito Yosuke?), född 7 april 1988 i Tokyo prefektur, är en japansk före detta fotbollsspelare.
Saito började sin karriär 2007 i Yokohama F. Marinos. Han spelade 12 ligamatcher för klubben. 2010 flyttade han till Zweigen Kanazawa.